# 門奇奇

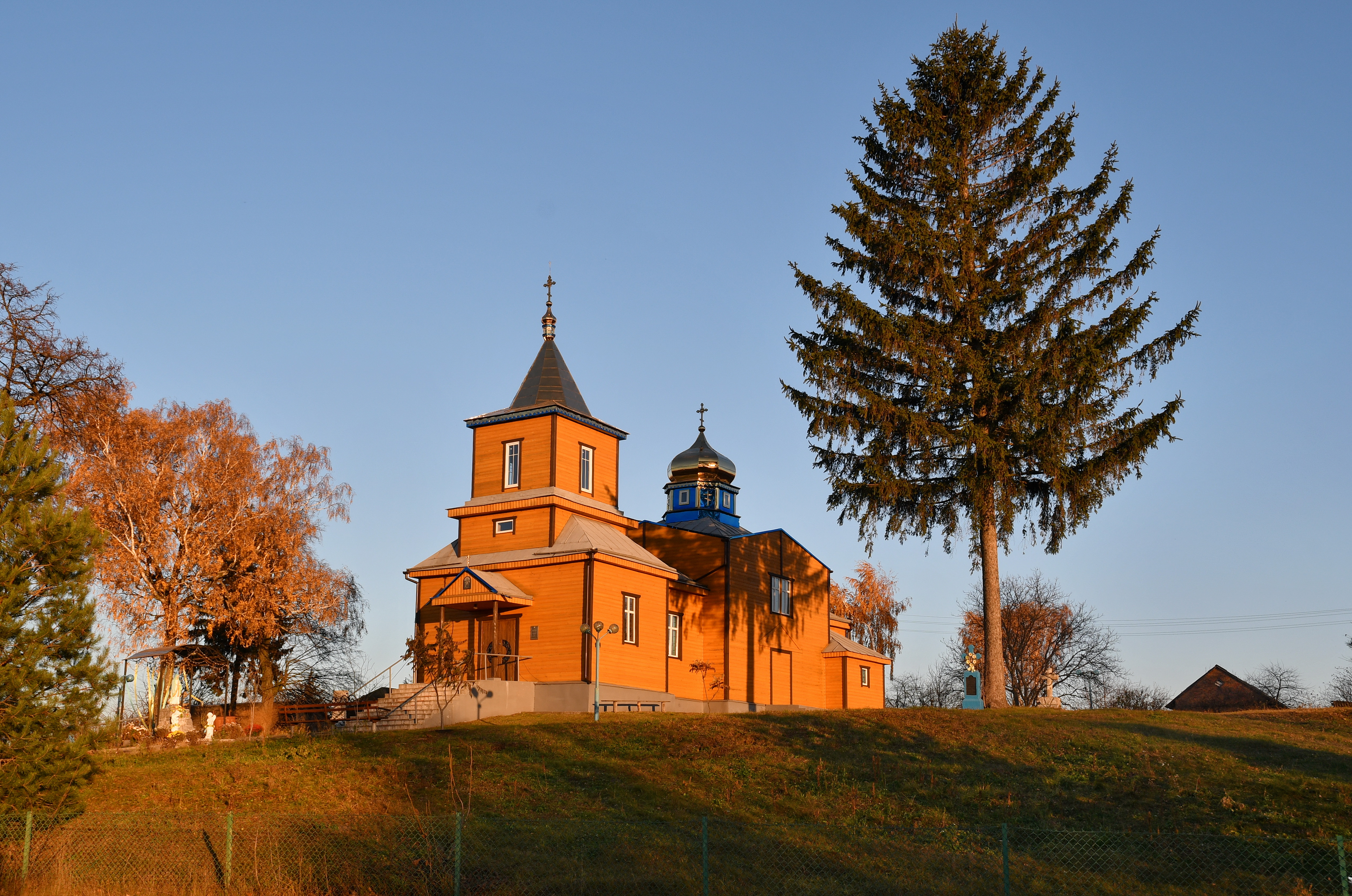
教堂

門奇奇（烏克蘭語：Менчичі），是烏克蘭西部沃倫州沃洛德米爾區伊万尼奇市镇内的村落。始建於1443年，面積9.6平方公里，海拔高度210米，2001年人口474，人口密度每平方公里49.38人。